# Gala León García
Gala León García (Madrid, 23 de dezembro de 1973) é uma ex-tenista profissional espanhola.

## WTA Tour Finais

### Simples: 5 (1-4)
| Legenda: Antes de 2009 | Legenda: Depois de 2009 |
| ---------------------- | ----------------------- |
| Grand Slam (0)         |                         |
| Olimpíadas (0)         |                         |
| WTA Championships (0)  |                         |
| Tier I (0)             | Premier Mandatory (0)   |
| Tier II (0)            | Premier 5 (0)           |
| Tier III (1-2)         | Premier (0)             |
| Tier IV & V (0-2)      | International (0)       |

| Resultado | N. | Data                | Torneio         | Piso   | Oponente                | Placar        |
| Vice      | 1. | 16 de julho de 1998 | Maria Lankowitz | Saibro | Patty Schnyder          | 2-6, 6-4, 3-6 |
| Campeã    | 2. | 22 de maio de 2000  | Madrid          | Saibro | Fabiola Zuluaga         | 4-6, 6-2, 6-2 |
| Vice      | 3. | 17 de julho de 2000 | WTA de Sopot    | Saibro | Anke Huber              | 6-7(4–7), 3-6 |
| Vice      | 4. | 16 de julho de 2011 | Knokke-Heist    | Saibro | Iroda Tulyaganova       | 2-6, 3-6      |
| Vice      | 5. | 23 de julho de 2001 | WTA de Sopot    | Saibro | Cristina Torrens Valero | 2-6, 2-6      |

### Duplas: 2 (0-2)
| Legenda: Antes de 2009 | Legenda: Depois de 2009 |
| ---------------------- | ----------------------- |
| Grand Slam (0)         |                         |
| Olimpíadas (0)         |                         |
| WTA Championships (0)  |                         |
| Tier I (0)             | Premier Mandatory (0)   |
| Tier II (0)            | Premier 5 (0)           |
| Tier III (0-2)         | Premier (0)             |
| Tier IV & V (0)        | International (0)       |

| Resultado | N. | Data                | Campeonato   | Piso   | Parceira              | Oponente                    | Placar   |
| --------- | -- | ------------------- | ------------ | ------ | --------------------- | --------------------------- | -------- |
| Vice      | 1. | 12 de Julho de 1999 | WTA de Sopot | Saibro | María Sánchez Lorenzo | Laura Montalvo Paola Suárez | 4-6, 3-6 |
| Vice      | 2. | 22 de Maio de 2000  | Madrid       | Saibro | María Sánchez Lorenzo | Lisa Raymond Rennae Stubbs  | 1-6, 3-6 |

## Grand Slam Performance em simples
| Grand Slam       |     |     |     |     |     |     |     |     |     |       |
| Australian Open  | A   | 1R  | 1R  | 1R  | 1R  | 1R  | 1R  | A   | 1R  | 0-7   |
| Aberto da França | 4R  | 1R  | 3R  | 4R  | 2R  | 1R  | 1R  | 2R  | 2R  | 11-9  |
| Wimbledon        | 1R  | 3R  | 1R  | 1R  | 2R  | 1R  | 1R  | 1R  | 1R  | 3-9   |
| US Open          | 1R  | 2R  | 3R  | 2R  | 1R  | 2R  | 1R  | 1R  | A   | 5-8   |
| Total V-D        | 3-3 | 3-4 | 4-4 | 4-4 | 2-4 | 1-4 | 0-4 | 1-3 | 1-3 | 19-33 |